# K2-19
K2-19とは、初期のスペクトル分類がK型または後期のG型の主系列星であり、磁気的に活性で明るさの変動が光度曲線の約1%に及ぶ。地球からおとめ座の方向に約976光年離れた場所に位置している。3つの確認されたトランジットを起こす太陽系外惑星が周囲を公転していることが知られている。

## 惑星系
ケプラー宇宙望遠鏡の拡張ミッションであるK2ミッションのCampaign 1からの観測データの分析中に、2つの外側の惑星が惑星候補として報告された。両方の惑星は、地上の望遠鏡を使用して追加のトランジットを検出し、K2-19bの1時間のトランジットタイミング変化を測定したDavid J. Armstrongと共同研究者によって確認された。それらは、Benjamin T. Montetとそのチームによって、他の20の惑星とともに独立して検証された。
K2-19dは、K2ミッションの最初の年からの惑星候補の探索中に惑星候補として最初に報告され、後にSinukoffらによって検証された。
K2-19は、3つの既知の惑星を持つ惑星系を持っており、そのうち2つの大きな惑星であるK2-19bとK2-19cは、3:2の平均運動共鳴に近い。3つの惑星はすべて、水星と太陽の距離よりも主星に接近した距離を公転している。
| 名称 （恒星に近い順） | 質量            | 軌道長半径 （天文単位） | 公転周期 (日)            | 軌道離心率         | 軌道傾斜角        | 半径         |
| --------------------- | --------------- | ----------------------- | ------------------------ | ------------------ | ----------------- | ------------ |
| d                     | <14 M⊕          | 0.0344±0.0006           | 2.50856±0.00041          | —                  | 85.83+2.97 −4.74° | 1.14±0.13 R⊕ |
| b                     | 54.4±8.9 M⊕     | 0.0762±0.0022           | 7.91951+0.00040 −0.00012 | 0.023+0.240 −0.020 | 88.87+0.16 −0.60° | 7.16±0.91 R⊕ |
| c                     | 7.5+3.0 −1.4 M⊕ | 0.1001±0.0029           | 11.9066+0.0021 −0.0014   | 0.183+0.283 −0.003 | 88.92+0.14 −0.41° | 4.34±0.55 R⊕ |